# Joyeuses Pâques
Joyeuses Pâques 1984	film från 1984 regisserad av Georges Lautner
Joyeuses Pâques är en fransk actionkomedi från 1984 i regi av Georges Lautner.
Filmen är baserad på Jean Poirets pjäs med samma namn.

## Rollista i urval
- Jean-Paul Belmondo - Stéphane Margelle
- Marie Laforêt - Sophie Margelle
- Sophie Marceau - Julie
- Rosy Varte - Marlène Chataigneau
- Michel Beaune - Rousseau
- Marie-Christine Descouard - Melle. Fleury